# أكسوم
أكسوم مدينة في شرق إقليم تغراي بإثيوبيا على سفح جبال عدوة. وكانت مقر مملكة أكسوم من القرن الأول حتى القرن الثاني عشر. وهي مقر الكنيسة الحبشية، ويقدسها الإثيوبيون المسيحيون. 
وفي عام 1980 اعتبرت اليونسكو بقايا المدينة القديمة أحد مواقع التراث الإنساني.
توجد أيضا كنيسة مريم سيدة جبل صهيون في أكسوم تحتوي على تابوت العهد الذي يضم ألواح موسى الحاوية للوصايا العشر.
تصعب السلطات في أكسوم منح التصاريح لإقامة ديار عبادة للديانات الأخرى . وكانت مقر النجاشي، أصحمة بن أبجر النجاشي، الذي أكرم وفادة المسلمين وقت النبي محمد وكان منهم ابنته رقية وزوجها عثمان بن عفان. وحسب ابن هشام فقد رفض الحاكم الإثيوبي تسليم المسلمين الفارين لوفد من قريش ذهب ليلاحقهم. وقد أقام المسلمون في مدينة نجاش (نگاش) القريبة من أكسوم حتى عام 6 هـ عندما عاد معظمهم. ولدى وفاة أصحمة النجاشي، النجاشي وقت الرسول محمد، صلى الرسول عليه وأوصى المسلمين خيرا بنصارى الحبشة وأن لا يعتدي المسلمون عليهم ما لم يعتدوا على المسلمين.

## المناخ
يظهر الجدول التالي التغييرات المناخية على مدار السنة لأكسوم:
| البيانات المناخية لـأكسوم                  | البيانات المناخية لـأكسوم | البيانات المناخية لـأكسوم | البيانات المناخية لـأكسوم | البيانات المناخية لـأكسوم | البيانات المناخية لـأكسوم | البيانات المناخية لـأكسوم | البيانات المناخية لـأكسوم | البيانات المناخية لـأكسوم | البيانات المناخية لـأكسوم | البيانات المناخية لـأكسوم | البيانات المناخية لـأكسوم | البيانات المناخية لـأكسوم | البيانات المناخية لـأكسوم |
| الشهر                                      | يناير                     | فبراير                    | مارس                      | أبريل                     | مايو                      | يونيو                     | يوليو                     | أغسطس                     | سبتمبر                    | أكتوبر                    | نوفمبر                    | ديسمبر                    | المعدل السنوي             |
| ------------------------------------------ | ------------------------- | ------------------------- | ------------------------- | ------------------------- | ------------------------- | ------------------------- | ------------------------- | ------------------------- | ------------------------- | ------------------------- | ------------------------- | ------------------------- | ------------------------- |
| متوسط درجة الحرارة الكبرى °م (°ف)          | 25.9 (78.6)               | 27.2 (81.0)               | 28.6 (83.5)               | 29.4 (84.9)               | 28.8 (83.8)               | 27.0 (80.6)               | 22.5 (72.5)               | 22.3 (72.1)               | 24.8 (76.6)               | 26.3 (79.3)               | 26.8 (80.2)               | 25.7 (78.3)               | 26.3 (79.3)               |
| المتوسط اليومي °م (°ف)                     | 16.7 (62.1)               | 17.8 (64.0)               | 17.7 (63.9)               | 21.0 (69.8)               | 20.8 (69.4)               | 19.7 (67.5)               | 17.2 (63.0)               | 17.4 (63.3)               | 17.9 (64.2)               | 17.9 (64.2)               | 17.4 (63.3)               | 16.2 (61.2)               | 18.1 (64.7)               |
| متوسط درجة الحرارة الصغرى °م (°ف)          | 7.5 (45.5)                | 8.4 (47.1)                | 10.8 (51.4)               | 12.7 (54.9)               | 12.9 (55.2)               | 12.4 (54.3)               | 12.0 (53.6)               | 12.6 (54.7)               | 11.1 (52.0)               | 9.6 (49.3)                | 8.0 (46.4)                | 6.7 (44.1)                | 10.4 (50.7)               |
| الهطول مم (إنش)                            | 3 (0.1)                   | 2 (0.1)                   | 9 (0.4)                   | 27 (1.1)                  | 31 (1.2)                  | 67 (2.6)                  | 221 (8.7)                 | 199 (7.8)                 | 67 (2.6)                  | 12 (0.5)                  | 13 (0.5)                  | 1 (0.0)                   | 652 (25.6)                |
| المصدر: Climate-Data.org (altitude: 2133m) |                           |                           |                           |                           |                           |                           |                           |                           |                           |                           |                           |                           |                           |

## توأمة
لأكسوم اتفاقيات توأمة مع:
- دنفر

## أعلام
- فرومنتيوس

## أنظر أيضا
- ديرفلا ميرفي